# Медвеђе језеро
Медвеђе језеро (енгл. Bear Lake) је језеро у Сједињеним Америчким Државама. Налази се на територији америчких савезних држава Ајдахо и Јута.
Површина језера износи 282 km². Подељено је отприлике подједнако између две државе. Њен део у Јути чини друго највеће природно слатководно језеро у Јути, после језера Јута. Језеро је названо „Карибима Стеновитих планина“ због своје јединствене тиркизно-плаве боје, која је последица преламања наслага калцијум карбоната (кречњака) суспендованих у језеру. Његове водене особине довеле су до еволуције неколико јединствених врста фауне које се јављају само у језеру. Медвеђе језеро је старо преко 250.000 година. Настало је раседним слијегањем које траје и данас, полако продубљујући језеро дуж источне стране. Године 1911. већи део тока Медвеђе реке је преусмерен у Медвеђе језеро преко Блатног језера и канала од Стјуарт бране, чиме је окончано 11.000 година раздвајања између језера и тог речног система.
Данас је језеро популарна дестинација за туристе и спортске ентузијасте, а околна долина је стекла репутацију по висококвалитетним малинама.